# Robegano
Robegano (Robegan in veneto) è l'unica frazione di Salzano nella città metropolitana di Venezia.

## Geografia fisica

### Territorio
Il territorio di Robegano è attraversato dal Marzenego e da due suoi affluenti: il rio Roviego e il rio Storto. Per i progressivi effetti dell'arginatura e della sedimentazione il Marzenego a Robegano è pensile: le sue acque scorrono di norma ad una quota superiore a quella dei terreni circostanti.
Il Marzenego è lungo circa 50 km. Le sorgenti principali si trovano nel comune di Resana, anche se il bacino idrografico si estende fino alle colline di Asolo.

## Storia
In epoca romana il territorio che ora fa parte del paese di Robegano era compreso nella centuriazione agraria della città di Altino. Questa centuriazione confinava a nord con quella di Treviso, a ovest con quella di Asolo e a sud con quella di Padova. Nella centuriazione altinate le strade delimitavano dei rettangoli di 1421 x 1065 metri (600 iugeri) orientati a 4° est. Nonostante la cattiva conservazione del graticolato, l'assetto dato al territorio dalla centuriazione è evidente a Robegano, soprattutto in via Della Rimembranza e via Scarlatti, due strade quasi rettilinee che si incrociano ad angolo retto.
Nel secolo XI la città di Treviso si sviluppò notevolmente e promosse insediamenti per lo sfruttamento e la difesa del proprio territorio. Uno dei primi centri a tornare popolato fu Noale, nello stesso periodo nacque anche Robegano.
Il primo riferimento scritto di Robegano risale però al 1154. All'epoca costituiva un villaggio di una certa importanza, più popoloso e florido anche rispetto a Salzano. Lo sviluppo fu favorito dal passaggio della via Mestrina, che congiungeva Noale a Mestre, e dalla vicinanza al Marzenego. Nel 1163 viene citato un Guarniero da Robegano tra i testimoni di un atto.
È certo inoltre che sin dal Duecento esistesse a Robegano una fortificazione eretta dai Tempesta, signori di Noale e poi passata alla famiglia dei Da Robegano, provenienti da Treviso. Nello stesso periodo è documentato l'ospedale di Sant'Elena, che sorgeva lungo la strada per Martellago.
Ai confini tra i territori di Padova e Treviso, il territorio di Robegano fu sconvolto da vari eventi bellici, specialmente durante il XIV secolo. Dal 1388 passò definitivamente alla Repubblica di Venezia, venendo assegnata alla podesteria di Noale.
Il castello di Robegano ai tempi della conquista veneziana era già in cattivo stato, ma fu demolito definitivamente assieme ad altri castelli vicini, a scopo strategico, dopo la sconfitta di Venezia nella guerra contro la lega di Cambrai. La famiglia dei Da Robegano spostò così la propria residenza nella dimora nobiliare di Treviso.
Creato comune autonomo dai Francesi (1797), nel 1808 divenne frazione di Salzano, quale è oggi.

## Monumenti e luoghi d'interesse

### Architetture religiose

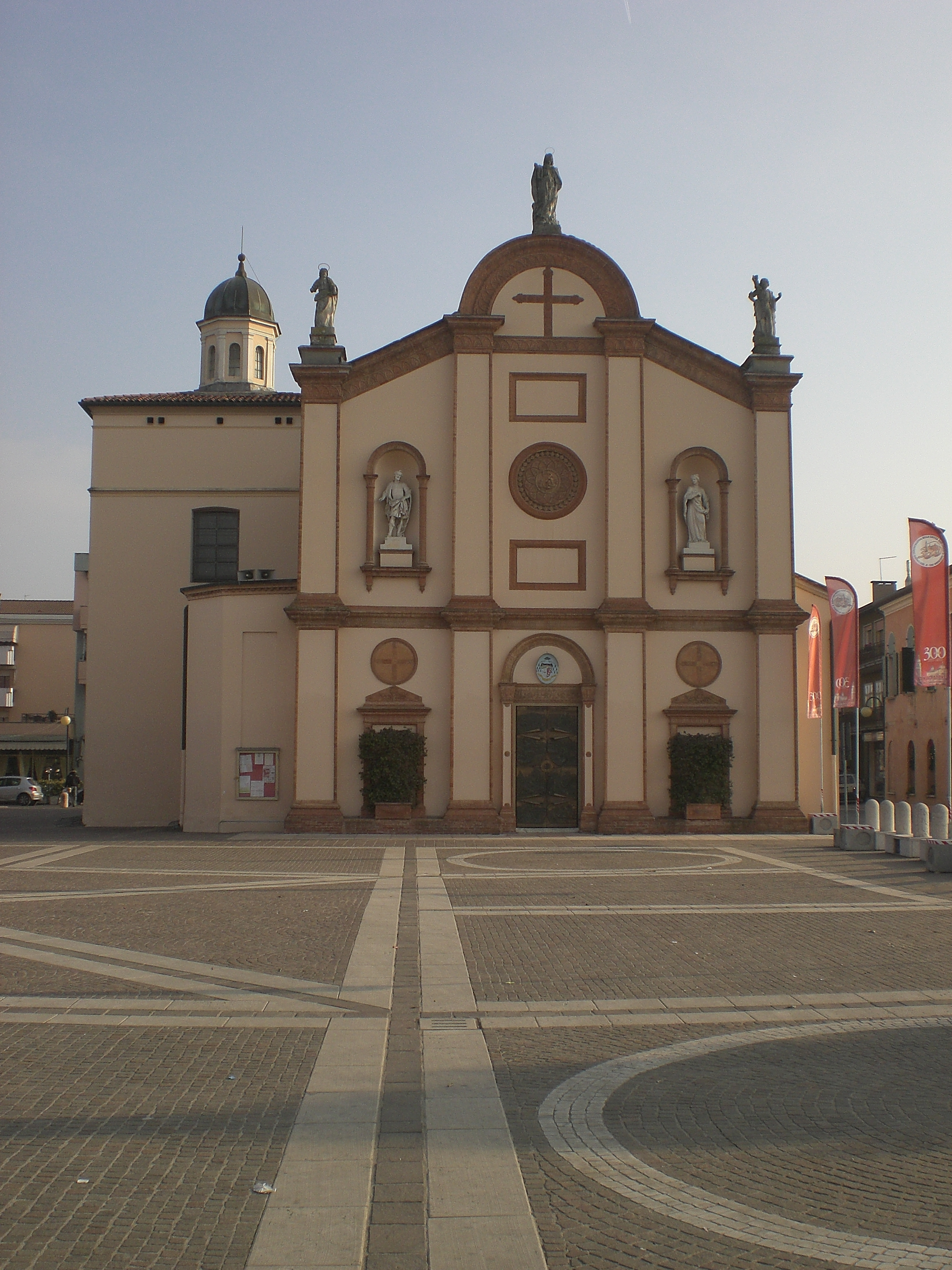
La parrocchiale.

La chiesa è intitolata alla Beata Vergine delle Grazie e ai Santi Giacomo e Cristoforo. Parrocchiale dipendente dal vicariato di Noale della Diocesi di Treviso, fu in origine cappella della pieve di Martellago.
Il 14 aprile 1534 sarebbe avvenuto a Robegano un fatto miracoloso: Costantina, una fanciulla storpia, fu guarita mentre pregava di fronte ad un'icona trecentesca, allora esposta in un sacello nei pressi della chiesa. Il 13 settembre successivo cominciò così la costruzione di una nuova parrocchiale-santuario che potesse custodire l'immagine sacra. I lavori terminarono il 24 marzo 1603. Nel 1611 Robegano fu creata parrocchia autonoma e, nello stesso anno, veniva demolita la vecchia chiesa (se ne può ancora notare qualche traccia nei pressi del campanile).
L'ultima consacrazione risale al 12 settembre 1707 ad opera del vescovo di Pola Giuseppe Maria Bottari. Nel 1782 il vescovo di Treviso Paolo Francesco Giustiniani la nominava arcipretale.
La facciata attuale, in cotto, risale al 1856 e si rifà all'architettura rinascimentale.
Negli anni '80 dell'Ottocento furono aggiunte le due cappelle sul lato sinistro; la cappella della Madonna fu progettata da Pietro Saccardo. Ulteriori ampliamenti si ebbero nel 1899, con la costruzione delle cappelle di destra e della sacrestia sud e con il completamento del piazzale antistante. La cupola è del 1925.
I due quadri raffiguranti il miracolo sono stati dipinti tra il 1896 e il 1897 da Ludovico Mayer.
Nel 1863 fu collocato sopra la porta d'ingresso un organo Bazzani, sostituito nel 1947 dall'attuale organo Mascioni, posto nel presbiterio.
Legato alla storia della parrocchia è Giuseppe Sarto, futuro papa Pio X. Parroco a Salzano, era amico dei sacerdoti di Robegano, responsabile delle scuole comunali e noto per i suoi panegirici sulla Madonna.

## Cultura

### Eventi

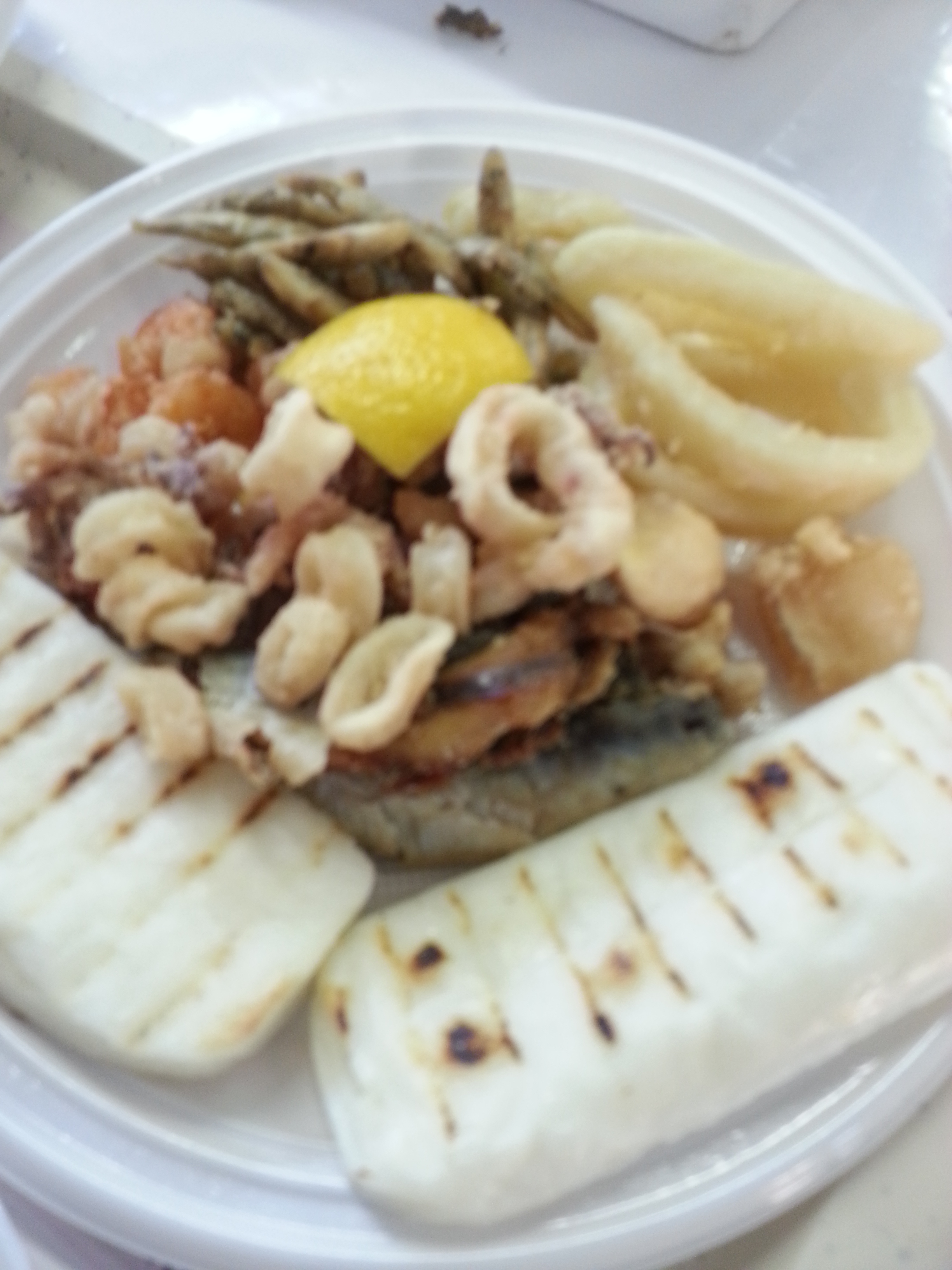
una delle portate della Festa dea Sardea

In questo piccolo paese di provincia si festeggiano molte ricorrenze tipiche del territorio, le principali sono:
- Il carnevale

Il carnevale di Robegano è una tradizione popolare nata grazie ai vari comitati promotori che negli anni hanno ripercorso questa tradizione organizzando una manifestazione già diffusa nei comuni limitrofi. Nell'ultimo sabato di carnevale viene organizzata una sfilata di carri mascherati che diventano di anno in anno più imponenti e spettacolari e sono seguiti da gruppi di adulti e bambini mascherati che eseguono simpatiche coreografie ballando e lanciando coriandoli tra gli spettatori. La sfilata si conclude con la premiazione del bambino con la maschera più bella ed originale.
- Festa di Primavera

Con l'arrivo della primavera viene organizzata una domenica all'insegna del ritorno al passato, più precisamente al Medioevo. In occasione di questa rievocazione storica medievale i paesani e non solo si vestono con i vestiti tipici del tempo, per le strade del centro passeggiano figuranti, mestieranti, sbandieratori, tamburini e combattenti. Inoltre vengono allestiti stand gastronomici con le specialità venete, mostre e una tensostruttura dove la sera si balla sulle note delle orchestre chiamate per l'evento.
- Sagra dell'Assunta

La sagra paesana si festeggia nella settimana di ferragosto (15 agosto), in questa occasione in piazza arrivano le giostre, si organizzano manifestazioni sportive, giochi folcloristici, la pesca di beneficenza e lo stand gastronomico. L'ultimo giorno allo scoccare della mezzanotte viene offerto uno spettacolo pirotecnico.
- Festa del Bacalà

Questa festa attira sempre un gran numero di persone nella piccola cittadina di Robegano. Si svolge in una grande tensostruttura riscaldata nell'area industriale con all'interno uno stand gastronomico con tutte le specialità a base di baccalà. L'evento dura nove giorni, tre weekend di buona cucina e vecchie tradizioni. Il programma è molto ricco e prevede esposizioni, giochi per bambini e animazioni di vario genere.
- Festa dea Sardea

La Festa dea Sardea (prima edizione nel 2003) si tiene durante il week end della prima e della seconda settimana di Settembre. Si svolge nella tensostruttura posta in via Verdi in prossimità del campo sportivo e viene organizzata dalla ACD Robeganese Fulgor. Come indicato dal nome stesso, cardine dell'evento è la "sardea" ovvero la sardina, un pesce tradizionalmente utilizzato nella cucina veneziana. Le due portate principali solo i "Bigoli in salsa" e le " Sarde in Saor". Durante la Festa dea Sardea si tiene (generalmente durante la serata del primo dei due venerdì di festa) la Gara dea Sopressa, durante la quale una giuria selezionata incorona la migliore delle sopresse prodotta dai vari allevatori del paese.

## Infrastrutture e trasporti

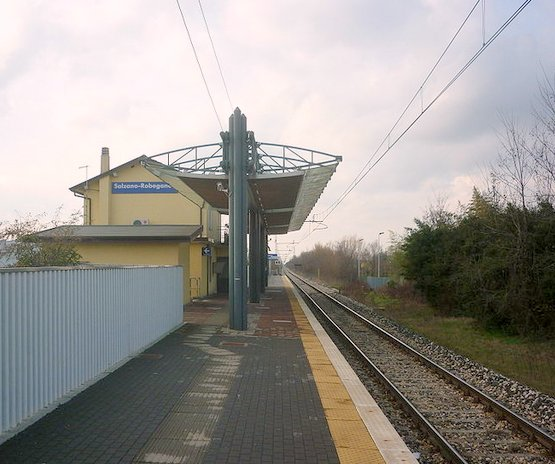
La stazione di Salzano-Robegano

Robegano è servita da una linea extraurbana ACTV che collega la frazione a Mestre e Venezia e a Noale.
Esiste inoltre una fermata ferroviaria sulla linea Trento-Venezia, denominata "stazione di Salzano-Robegano" e posta a circa 2 km dal paese.